# U-512 (tàu ngầm Đức)
U-512 là một tàu ngầm tấn công  Lớp Type IX thuộc phân lớp Type IXC được Hải quân Đức Quốc Xã chế tạo trong Chiến tranh Thế giới thứ hai. Nhập biên chế năm 1941, nó chỉ thực hiện được một chuyến tuần tra duy nhất và đánh chìm được ba tàu buôn với tổng tải trọng 20.619 GRT. U-512 bị một máy bay ném bom B-18 Bolo của Không lực Lục quân Hoa Kỳ đánh chìm trong Đại Tây Dương ngoài khơi Guiana thuộc Pháp vào ngày 2 tháng 10, 1942.

## Thiết kế và chế tạo

### Thiết kế
Thiết kế của tàu ngầm Type IXC có kích thước hơi nhỉnh hơn so với phân lớp Type IXB dẫn trước. Chúng có trọng lượng choán nước 1.120 t (1.100 tấn Anh) khi nổi và 1.232 t (1.213 tấn Anh) khi lặn. Con tàu có chiều dài chung 76,76 m (251 ft 10 in), lớp vỏ trong chịu áp lực dài 58,75 m (192 ft 9 in), mạn tàu rộng 6,76 m (22 ft 2 in), chiều cao 9,60 m (31 ft 6 in) và mớn nước 4,70 m (15 ft 5 in).
Chúng trang bị hai động cơ diesel MAN M 9 V 40/46 siêu tăng áp 9-xy lanh 4 thì, tổng công suất 4.400 PS (3.200 kW; 4.300 bhp), dẫn động hai trục chân vịt đường kính 1,92 m (6,3 ft), cho phép đạt tốc độ tối đa 18,3 kn (33,9 km/h), và tầm hoạt động tối đa 13.450 nmi (24.910 km) khi đi tốc độ đường trường 10 kn (19 km/h). Khi đi ngầm dưới nước, chúng sử dụng hai động cơ/máy phát điện Siemens-Schuckert 2 GU 345/34 tổng công suất 1.000 PS (740 kW; 990 shp). Tốc độ tối đa khi lặn là 7,3 kn (13,5 km/h), và tầm hoạt động 63 nmi (117 km) ở tốc độ 4 kn (7,4 km/h). Con tàu có khả năng lặn sâu đến 230 m (750 ft).
Vũ khí trang bị có sáu ống phóng ngư lôi 53,3 cm (21 in), bao gồm bốn ống trước mũi và hai ống phía đuôi, và mang theo tổng cộng 22 quả ngư lôi 53,3 cm (21 in). Tàu ngầm Type IX trang bị một hải pháo 10,5 cm (4,1 in) SK C/32 với 110 quả đạn, một pháo phòng không 3,7 cm (1,5 in) SK C/30 và hai pháo phòng không 2 cm (0,79 in) C/30. Thủy thủ đoàn bao gồm 4 sĩ quan và 44 thủy thủ.

### Chế tạo
U-512 được đặt hàng vào ngày 20 tháng 10, 1939, và được đặt lườn tại xưởng tàu Deutsche Werft ở Hamburg vào ngày 24 tháng 2, 1941. Nó được hạ thủy vào ngày 9 tháng 10, 1941, và nhập biên chế cùng Hải quân Đức Quốc Xã vào ngày 20 tháng 12, 1941 dưới quyền chỉ huy của Hạm trưởng, Đại úy Hải quân Wolfgang Schultze.

## Lịch sử hoạt động
Sau khi hoàn tất việc chạy thử máy và huấn luyện trong biển Baltic trong thành phần Chi hạm đội U-boat 4, U-512 được điều sang Chi hạm đội U-boat 10 từ ngày 1 tháng 9, 1942 để hoạt động trên tuyến đầu cho đến khi bị mất.
U-512 khởi hành từ cảng Kiel, Đức vào ngày 15 tháng 8, 1942 cho chuyến tuần tra duy nhất trong chiến tranh. Nó tiến ra Bắc Hải, rồi băng qua khe GI-UK giữa Iceland và quần đảo Faroe để vòng qua quần đảo Anh. Chiếc U-boat tiếp tục băng qua suốt Đại Tây Dương, hướng về phía Tây Nam để hoạt động tại dọc theo bờ biển Đông Bắc của Brazil.
Trên đường đi vào ngày 13 tháng 9, chiếc tàu ngầm đã đánh chìm chiếc tàu chở dầu Hoa Kỳ Patrick J. Hurley 10.865 GRT bằng hải pháo ở vị trí khoảng 950 nmi (1.760 km) về phía Đông Bắc Barbados. Chỉ sáu ngày sau đó, 19 tháng 9, nó lại phóng ngư lôi đánh chìm chiếc tàu buôn Tây Ban Nha (trung lập) Monte Gorbea 3.720 GRT ở vị trí khoảng 60 nmi (110 km) về phía Đông Martinique. Hành động này hầu như có thể đưa Đại úy hạm trưởng Schultze ra tòa án binh nếu ông quay về sau chuyến tuần tra. Cuối cùng vào ngày 24 tháng 9, tàu buôn Hoa Kỳ Antinous 6.034 GRT, vốn đã bị hư hại sau khi trúng ngư lôi từ tàu ngầm U-515 một ngày trước đó, bị U-512 phóng ngư lôi đánh chìm ở vị trí khoảng 30 nmi (56 km) về phía Đông Bắc đảo Corocoro, Venezuela.
Đến ngày 2 tháng 10, U-512 bị một máy bay tuần tra B-18 Bolo thuộc Liên đội Ném bom 99 Không lực Lục quân Hoa Kỳ phát hiện ngoài khơi Cayenne. Chiếc B-18 đã áp sát và ném bom, đánh chìm chiếc tàu ngầm hầu như ngay lập tức tại tọa độ 6°50′B 52°25′T / 6,833°B 52,417°T.  51 trong tổng số 52 thành viên thủy thủ đoàn của U-512 đã tử trận cùng con tàu; một thành viên duy nhất thoát ra được khỏi tàu, và được tàu khu trục Hoa Kỳ USS Ellis cứu vớt mười ngày sau đó và bị bắt làm tù binh chiến tranh.

### Tóm tắt chiến công
U-512 đã đánh chìm được ba tàu buôn có tổng tải trọng 20.619 GRT:
| Ngày             | Tên tàu          | Quốc tịch     | Tải trọng | Số phận      |
| ---------------- | ---------------- | ------------- | --------- | ------------ |
| 13 tháng 9, 1942 | Patrick J Hurley | United States | 10.865    | Bị đánh chìm |
| 19 tháng 9, 1942 | Monte Gorbea     | Spain         | 3.720     | Bị đánh chìm |
| 24 tháng 9, 1942 | Antinous         | United States | 6.034     | Bị đánh chìm |